# Wilfried Hannes
Wilfried Hannes (ur. 17 maja 1957 w Düren) – niemiecki piłkarz występujący na pozycji obrońcy i trener piłkarski.

## Kariera klubowa
Hannes zawodową karierę rozpoczynał w Borussii Mönchengladbach z Bundesligi. W tych rozgrywkach zadebiutował 26 sierpnia 1975 roku w wygranym 3:0 meczu z MSV Duisburg. 13 marca 1976 roku w wygranym 4:2 pojedynku z Eintrachtem Frankfurt strzelił pierwszego gola w Bundeslidze. W 1976 roku oraz w 1977 roku zdobył z zespołem mistrzostwo RFN. W 1977 roku dotarł z nim również do finału Pucharu Mistrzów, gdzie Borussia uległa jednak Liverpoolowi. W 1978 roku Hannes wywalczył z klubem wicemistrzostwo RFN. W 1979 roku zdobył z nim Puchar UEFA. Rok później ponownie wystąpił z klubem w finale tych rozgrywek, jednak tym razem Borussia przegrała tam w dwumeczu z Eintrachtem Frankfurt. W Borussii Hannes spędził 11 lat. W tym czasie rozegrał tam 261 spotkań i zdobył 58 bramek.
W 1986 roku odszedł do FC Schalke 04, również z Bundesligi. Pierwszy ligowy mecz zaliczył tam 22 sierpnia 1986 roku przeciwko FC Homburg (1:1). W 1988 roku spadł z zespołem do 2. Bundesligi. Wówczas został graczem szwajcarskiego zespołu AC Bellinzona. W styczniu 1989 roku przeniósł się do FC Aarau, gdzie latem tego samego roku zakończył karierę.
Wilfried Hannes osiągnął sukcesy w piłce nożnej mimo niepełnosprawności – w dzieciństwie z powodu nowotworu stracił prawe oko.

## Kariera reprezentacyjna
W reprezentacji RFN Hannes zadebiutował 1 kwietnia 1982 roku w wygranym 2:0 meczu eliminacji Mistrzostw Świata 1982 z Albanią. W 1982 roku został powołany do kadry na mundial. Nie zagrał jednak na nim ani razu. Tamten turniej reprezentacja RFN zakończyła na 2. miejscu. W latach 1981–1982 w drużynie narodowej Hannes rozegrał w sumie 8 spotkań.